# Siège de Vesoul (1595)
Pour les articles homonymes, voir Sièges de Vesoul.
Guerre franco-espagnole (1595-1598)
Le siège de Vesoul de 1595 est un siège entrepris sur la ville de Vesoul et qui détruisit son château fort. Il se déroula du 12 au 13 février 1595 et fut mené par les armées d'Henri IV de France dirigé par Louis de Beauveau de Tremblecourt contre la garnison de Vesoul dirigée par Gérard de Rosières-Sorans.

## Contexte
Henri IV déclara la guerre à l'Espagne le 17 janvier 1595, et envahit le comté de Bourgogne la même année. La ville de Vesoul était très affaiblie ; elle avait connu la peste en 1586. Le comté de Bourgogne était possession espagnole mais aussi état membre du Saint-Empire romain germanique.

## Déroulement
En février, de nombreuses villes franc-comtoises sont envahies. Louis de Beauveau de Tremblecourt, militaire envoyé par Henri IV, assiège Vesoul début février par une armée constituée de 4 000 à 5 000 hommes. Considérablement affaiblie par les événements déroulés jadis, Vesoul capitula très rapidement le 13 février, à la suite de nombreux échanges de coups de canon avec l'ennemi. Un compromis est trouvé entre les deux camps : la cité vésulienne s'engage à payer une contribution de guerre de l'ordre de 12 000 écus et à confier aux Lorrains toutes les marchandises des étrangers livrés dans la ville contre logiquement aucune sorte de violence exercée. Tremblecourt ne tint pas parole. Accompagné de son armée, il entra dans le bourg et causa tous types de troubles et de violences, bien que dans le contrat de capitulation, la clause concernée stipulât qu'il n'y aurait « ni vol, ni meurtre, ni violence ».

## Conséquences
Le 2 mai 1595, l'armée du roi Philippe II d'Espagne, arrive à Vesoul pour aider les habitants et repousser Tremblecourt hors de la ville ; ce dernier ne put résister à peine un jour et se réfugia pendant près d'un mois dans le château Castrum Vesulium avec une troupe de 400 hommes. Mais, à cause du manque d'eau et de nourriture ainsi que la perte de nombreux soldats, Tremblecourt fut obligé de se rendre,,.
Le Castrum Vesulium, dévasté de toutes parts, fut finalement rasé sur ordre du roi d'Espagne pour cause de réparations trop onéreuses,,.